# شوال سام
شوَّال سام (بالتركية: Şevval Sam)(وُلدت في 16 نوفمبر 1972)، هي مغنية وممثلة تركية. وهي ابنة المغنية ليمن سام. اشتهرت بأدائها في مسلسل "اليد المحرمة" حيث لعبت دور "إندر"، شاركت في عدة مسلسلات أخرى مثل "سوبر بابا"، "غلبياز"، و"مسلسل بودروم".

## حياتها
وُلدت شوال سام في 11 نوفمبر 1973 في إسطنبول. والدتها ليمن سام هي مغنية، ووالدها سليم سام هو موسيقي. تقول شوال إن أصول عائلتها تعود إلى البلقان، ومنطقة وسط الأناضول، والشرق، والعراق، ومالاتيا، بالإضافة إلى هوية عرقية أخرى من بلغاريا. لديها أخت أكبر منها بسنتين تُدعى شهناز.
درست التعليم الابتدائي والإعدادي في مدرسة حسن علي يوجيل الابتدائية، ثم درست في مدرسة إسطنبول زينجيرليكوي الفنية في قسم الترميم. أكملت تعليمها العالي في قسم الجرافيك بكلية الفنون الجميلة في جامعة مرمرة. بين عامي 1993 و1999، كانت متزوجة من لاعب كرة القدم السابق في فريق بشيكتاش المعروف بلقب "العاصفة الصفراء" المتين تكين، وأنجبت منه ابنها طارق أمير. شاركت في العديد من الأفلام والمسلسلات التلفزيونية.

## أعمالها الفنية
الألبوم
| السنة | الألبوم          | العمل باللغة التركية |
| ----- | ---------------- | -------------------- |
| 2006  | سيك              | Sek                  |
| 2007  | أسرار إسطنبول    | Istanbul's Secrets   |
| 2008  | البحر الأسود     | Karadeniz            |
| 2010  | هاس أرابيسك      | Has Arabesk          |
| 2012  | الثاني تيك تانغو | II Tek Tango         |
| 2015  | رائحة الأرض      | Toprak Kokusu        |
| 2016  | ناني نوم         | Nanninom             |
| 2022  | البحر الأسود 2   | Karadeniz II         |

الأغاني المنفردة
| السنة | الأغنية المنفردة | الملاحظات      | العمل باللغة التركية |
| ----- | ---------------- | -------------- | -------------------- |
| 2017  | عيش الحب         |                | Aşk Olsun            |
| 2019  | لا يتوقف         | مع نجات أوزغير | Dinmiyor             |
| 2021  | أنت هذه الهضاب   |                | Sen Bu Yaylaları     |
| 2021  | لنمر عاصفة       |                | Kopsun Bir Fırtına   |
| 2021  | الجبل المشعل     |                | Karşıya Meşe Yanar   |
| 2021  | الحياة تستمر     |                | Hayat Devam Ediyi    |

الألبومات التي شاركت فيها
| السنة | الألبوم          | الملاحظات                                                         | العمل باللغة التركية   |
| ----- | ---------------- | ----------------------------------------------------------------- | ---------------------- |
| 2009  | أغاني جيلدنيا    | غنت أغنية "فتاة الكبريت" ضمن حملة القضاء على العنف الأسري.        | Güldünya Şarkıları     |
| 2010  | 7 زوجات هرمز     | غنت أغاني "هذه الليلة ضرورية" و"العبيد الوحيدون" في فيلم سينمائي. | 7 Kocalı Hürmüz        |
| 2019  | أغاني فكرت شينيش | غنت أغنية "في السنوات بدونك".                                     | Fikret Şeneş Şarkıları |

السينما
| السنة | العمل                | الدور          | الملاحظات       | العمل باللغة التركية |
| ----- | -------------------- | -------------- | --------------- | -------------------- |
| 2002  | النوارس وإسطنبول     | الدكتورة بينار |                 | Martılar ve İstanbul |
| 2004  | الزيارة              |                | فيلم قصير       | Ziyaret              |
| 2007  | على حافة الحياة      |                | ضيفة شرف        | Yaşamın Kıyısında    |
| 2007  | كونك أنت             |                |                 | Sen Olmak            |
| 2010  | اسأل قلبك            |                |                 | Yüreğine Sor         |
| 2010  | الأسود والأبيض       | آيتين          |                 | Siyah Beyaz          |
| 2010  | المقهى               |                | فيلم قصير       | Kafe                 |
| 2015  | ذكريات الحصان الأسود | ممرضة          | فيلم فارسي-تركي | Black Horse Memories |
| 2018  | رائحة المال          |                |                 | Paranın Kokusu       |

التلفزيون
| السنة     | العمل               | الدور             | القناة  | العمل باللغة التركية      |
| --------- | ------------------- | ----------------- | ------- | ------------------------- |
| 1993-1997 | الأب السوبر         | دينيز / ديريا     | atv     | Süper Baba                |
| 1996      | فريدة               | فريدة             | Star TV | Feride                    |
| 1999-2000 | الحب يسير في الجبال | كاجال             | TGRT    | Aşkın Dağlarda Gezer      |
| 2002      | تحت النجوم          | توركان            | Show TV | Yıldızların Altında       |
| 2002      | كارا أوغلان         | إجي هاتون         | Kanal D | Karaoğlan                 |
| 2002-2003 | غلبياز              | غلبياز دورسونوغلو |         | Gülbeyaz                  |
| 2004      | مجغان بي            | مجغان / مجدت      | Show TV | Müjgan Bey                |
| 2004-2005 | لديك طفل لديك هم    | زينب              | TGRT    | Çocuğun Var Derdin Var    |
| 2005-2006 | مازلت عاشقة         | عائشة             | atv     | Yine de Aşığım            |
| 2006      | قصص المدينة الحية   | إجي يلدز          | Kanal D | Yaşanmış Şehir Hikayeleri |
| 2008      | ديرمان              | ديرمان أوزرسوي    |         | Derman                    |
| 2012      | قصص غريبة           | موجي              | Star TV | Acayip Hikayeler          |
| 2013      | القرن العظيم        | مغنية             |         | Muhteşem Yüzyıl           |
| 2015      | الصندوق الأسود      | عدالة             | Kanal D | Kara Kutu                 |
| 2016-2017 | حكاية بودروم        | يلدز إرجوفن       |         | Bodrum Masalı             |
| 2018-2023 | التفاحة المحرمة     | إندر تشيليبي      | FOX     | Yasak Elma                |
| 2024      | الغرفة المجاورة     | سيفجي إرسوي       | Star TV | Yan Oda                   |

الإنترنت
| السنة       | العمل | الملاحظات | المنصة  | العمل باللغة التركية |
| ----------- | ----- | --------- | ------- | -------------------- |
| 2022        | قلب   | سيفور     | Netflix | Gönül                |
| 2024-الحالي | RU    | آيلين     | GAİN    | RU                   |

البرامج التلفزيونية
| السنة     | العمل                 | الملاحظات                         | القناة              | العمل باللغة التركية        |
| --------- | --------------------- | --------------------------------- | ------------------- | --------------------------- |
| 1994-1996 | إكسبريس الموسيقى      | برنامج موسيقي                     | TRT 1, TRT 2, TRT 3 | Müzik Ekspresi              |
| 2001-2003 | طعم الفم              | برنامج طعام                       | TRT 1               | Damak Tadı                  |
| 2005-2006 | عن الفن               |                                   | TV8                 | Sanata Dair                 |
| 2006-2008 | 30 دقيقة مع الفن      | الموسم التالي من برنامج "عن الفن" |                     | Sanatla 30 Dakika           |
| 2011-؟    | يوم الأحد مع شفال سام | برنامج توك شو                     | TRT Müzik           | Şevval Sam'la Pazar'e'rtesi |
| 2022      | الأغاني تقولنا        | برنامج أغاني                      | Kanal D             | Şarkılar Bizi Söyler        |

أعمال أخرى
| السنة | العمل                                       | الملاحظات                                                                          | العمل باللغة التركية               |
| ----- | ------------------------------------------- | ---------------------------------------------------------------------------------- | ---------------------------------- |
| 2001  | نومانت                                      | مسرحية تحكي قصة حب بين شخصين تعارفا عبر الإنترنت.                                  | Numannet                           |
| 2004  | مهرجان البلقان                              |                                                                                    | Balkan Festivali                   |
| 2005  | يا جدي البحر الأسود                         | حفل موسيقي                                                                         | Hey Gidi Karadeniz                 |
| 2006  | من برودواي إلى إسطنبول: المسرحيات الموسيقية | غنت ورقصت في هذا العرض مستعرضة أغنيتها "الغناء في المطر" من أيام المدرسة المتوسطة. | Broadway'den İstanbul'a Müzikaller |
| 2006  | مهرجان إزمير الدولي للأفلام القصيرة         | عضو في لجنة التحكيم.                                                               |                                    |

المسرحيات
| السنة | العمل | الدور | المصدر | العمل باللغة التركية |
| ----- | ----- | ----- | ------ | -------------------- |
| 2018  | مزيين |       |        | Müzeyyen             |

## جوائز
- 2008: جائزة YTÜ لنجوم السنة: أفضل مغنية
- 2009: جائزة جامعة البحر الأسود التقنية: أفضل فنانة موسيقى شعبية نسائية
- 2009: جائزة كرا لتي في فيديو ميوزيك (النسخة الـ15): فنانة موسيقى شعبية لهذا العام
- 2009: جائزة ألتين كلبك الـ36: أفضل مغنية نسائية موسيقى شعبية
- 2009: جائزة مدرسة بيرتفنيال: أفضل فنانة موسيقى خفيفة
- 2009: جائزة YEKÜV: جائزة المساهمة في التعليم
- 2009: جائزة الجمعية الأخلاقية المجتمعية: أفضل فنانة - مغنية
- 2010: جائزة جامعة تشوكوروفا: أفضل مغنية نسائية
- 2010: جائزة قمة الابتكار بجامعة سلجوق: فنانة مبتكرة لهذا العام
- 2011: جائزة جامعة أوندوقوز مايو: أفضل فنانة لهذا العام
- 2011: جائزة الاتحاد الأوروبي للجودة: أفضل فنانة نسائية في الموسيقى الشعبية التركية
- 2015: جائزة بانتين ألتين كلبك الـ42: أفضل مغنية نسائية موسيقى شعبية
- 2019: جائزة جامعة إسطنبول كولتور (النسخة الـ3): جائزة الشرف المهنية
- 2022: جائزة إيلي غرين: جائزة الجمال
- 2022: جائزة MGD ألتين أوبجيكتيف الـ26: أفضل ألبوم مشروع
- 2022: جائزة بانتين ألتين كلبك الـ48: أفضل مغنية نسائية موسيقى شعبية

## وصلات خارجية
- شوال سام على موقع IMDb (الإنجليزية)
- شوال سام على موقع ألو سيني (الفرنسية)
- شوال سام على موقع ميوزك برينز (الإنجليزية)
- شوال سام على موقع أول ميوزيك (الإنجليزية)
- شوال سام على موقع ديسكوغز (الإنجليزية)
- شوال سام على موقع قاعدة بيانات الفيلم (الإنجليزية)
- شوال سام على موقع كينوبويسك (الروسية)

الموقع الرسمي لشوال سام